# Щурки
Щу́рки, или пчелояды (лат. Merops) — род птиц из семейства щурковых (Meropidae). Большинство представителей обитают в умеренных и тропических частях Африки, но некоторые из птиц встречаются и в южной Европе, на Мадагаскаре, в Азии, Австралии и Новой Гвинее. Некоторые виды перелётные. 
Птицы с ярко окрашенным плотным, блестящим, сходным у самцов и самок оперением на стройном теле. В окраске преобладают синий, зелёный и жёлтый тона. Крылья длинные, острые, полёт быстрый. Птицы обычно имеют вытянутый, немного изогнутый тонкий клюв. Ноги короткие, что затрудняет передвижение по земле.
Само название говорит об их пристрастии к пище. В основном употребляют насекомых, которых ловят на лету, особенно предпочитают пчёл, ос и шмелей, которым отрывают жало, прежде чем их съесть; едят муравьёв.
Стайные птицы. Обитатели открытых пространств; лесов избегают. Гнездятся колониями в норах, вырытых в обрывах или на ровных местах.
В кладке 2–9 белых яиц. Насиживают самец и самка. Птенцы вылупляются голые.
Истребляя пчёл близ пасек, вредят пчеловодству.
Некоторые представители занесены на страницы Красной книги.
На территории России и в странах бывшего СССР встречаются золотистая и зелёная щурки.

## Список видов
Международный союз орнитологов относит к роду 28 видов:
- Merops albicollis — Белогорлая щурка
- Merops americanus
- Merops apiaster — Золотистая щурка
- Merops boehmi — Бёмова щурка
- Merops breweri — Черноголовая щурка
- Merops bullockoides — Белолобая щурка
- Merops bulocki — Красногорлая щурка
- Merops cyanophrys
- Merops gularis — Чёрная щурка
- Merops lafresnayii
- Merops leschenaulti — Буроголовая щурка
- Merops malimbicus — Розовая щурка
- Merops mentalis
- Merops muelleri — Синеголовая щурка
- Merops nubicus — Нубийская щурка
- Merops nubicoides — Карминная щурка
- Merops oreobates — Ошейниковая щурка
- Merops orientalis — Малая зелёная щурка
- Merops ornatus — Радужная щурка
- Merops persicus — Зелёная щурка
- Merops philippinus — Синехвостая щурка
- Merops pusillus — Карликовая щурка
- Merops revoilii — Сомалийская щурка
- Merops superciliosus — Оливковая щурка
- Merops variegatus — Синегрудая щурка
- Merops viridis — Малайская щурка
- Merops viridissimus

## Галерея

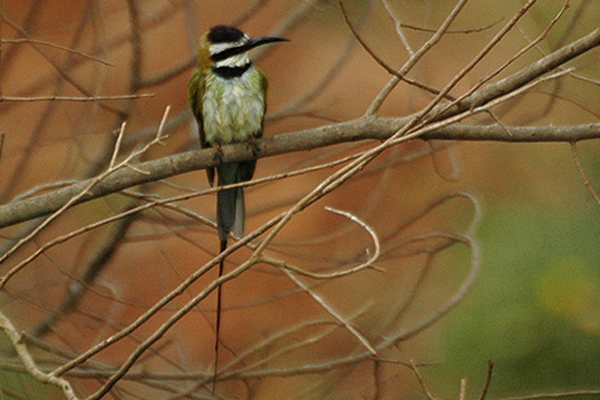
Белогорлая щурка
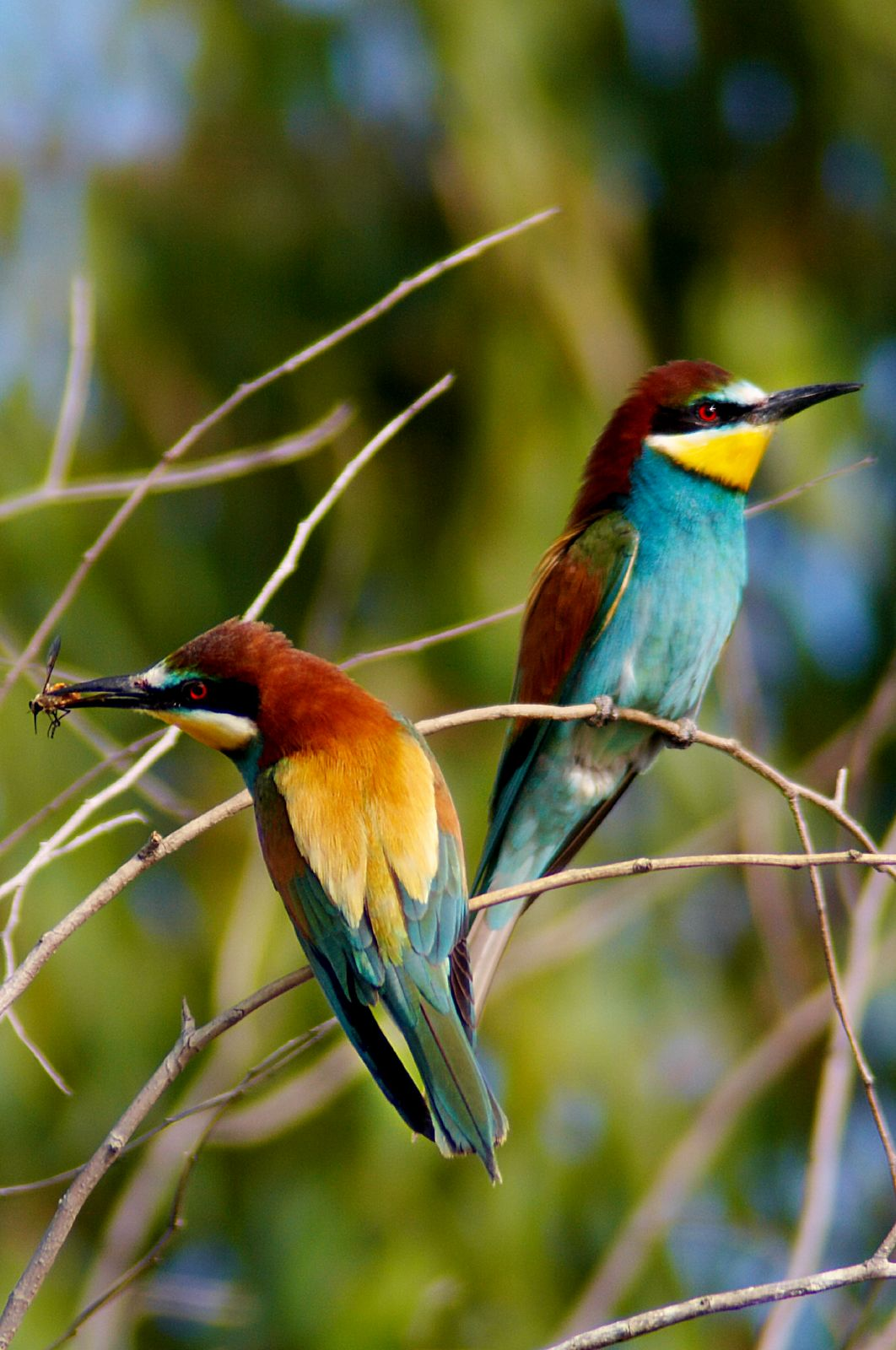
Золотистая щурка
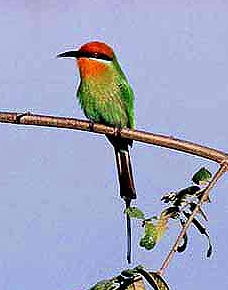
Бёмова щурка
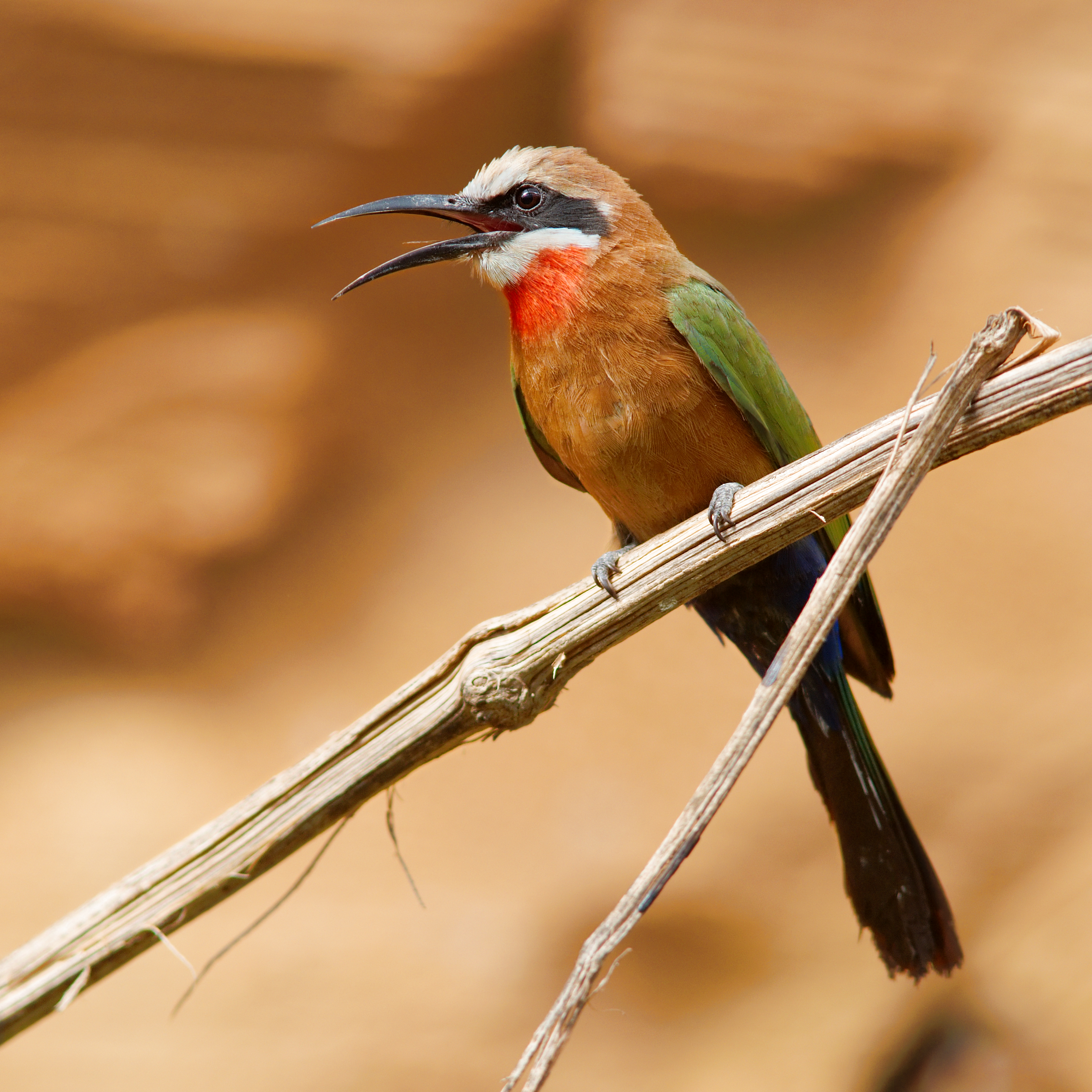
Белолобая щурка
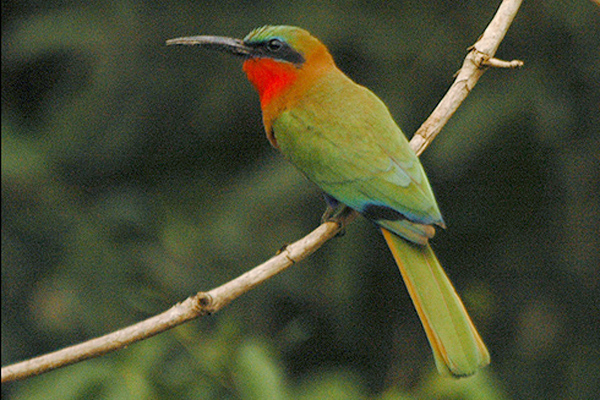
Красногорлая щурка
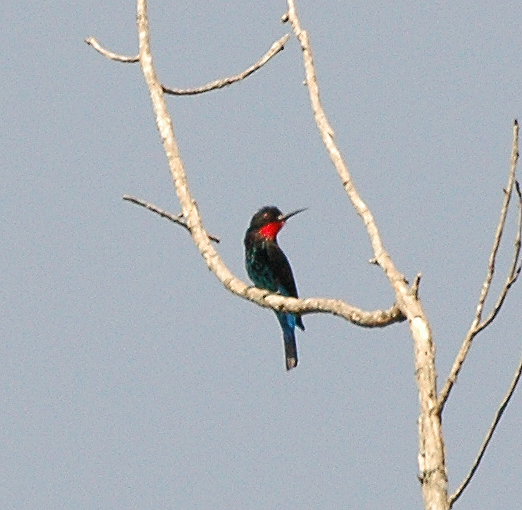
Чёрная щурка
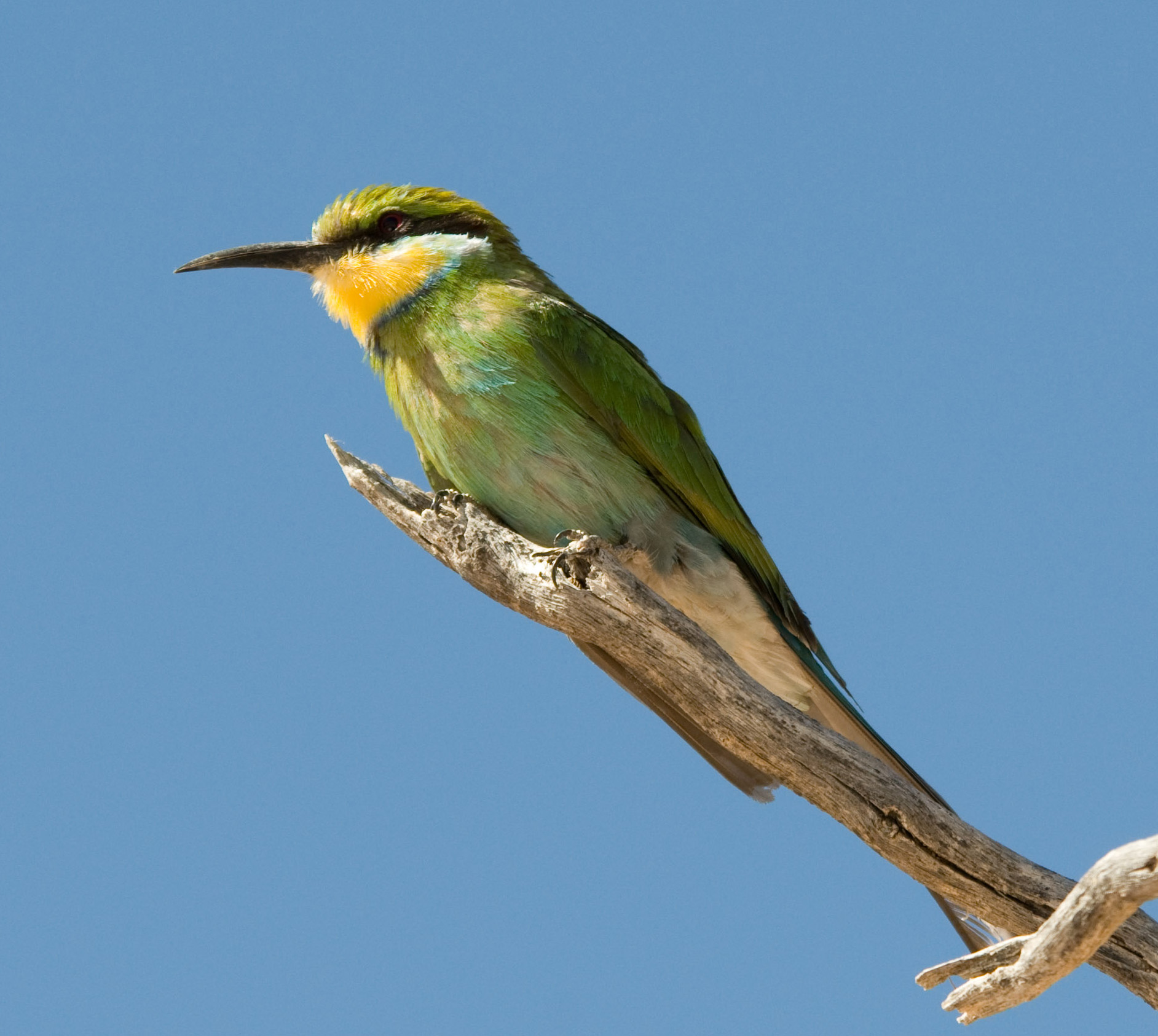
Ласточкохвостая щурка
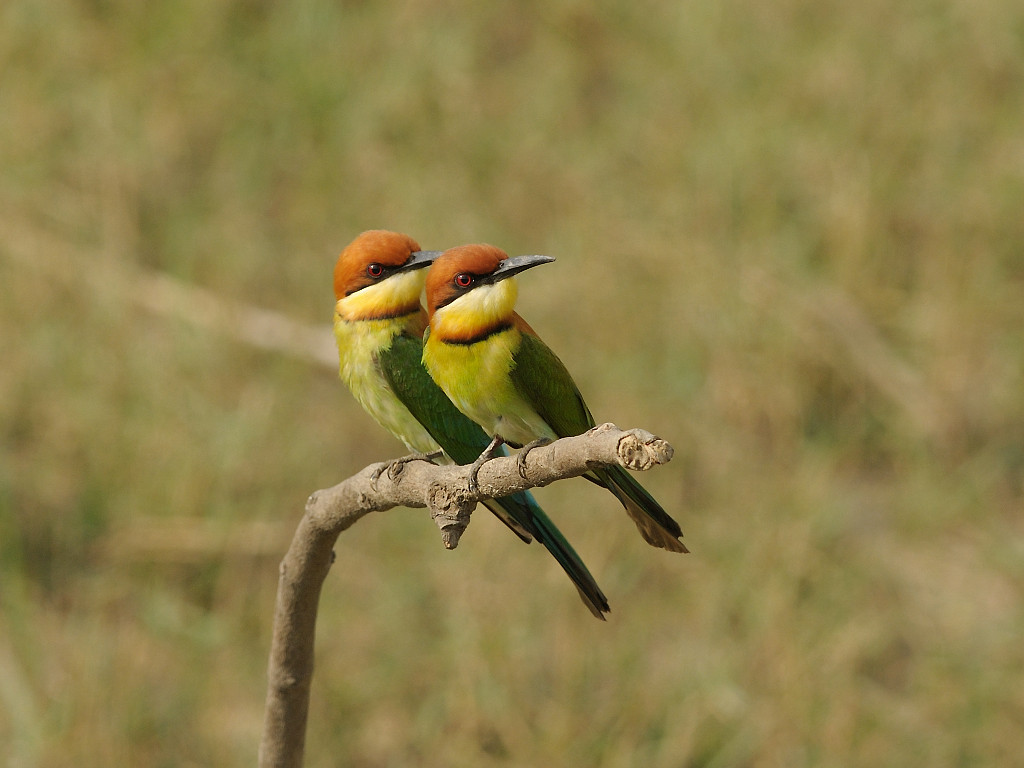
Буроголовая щурка
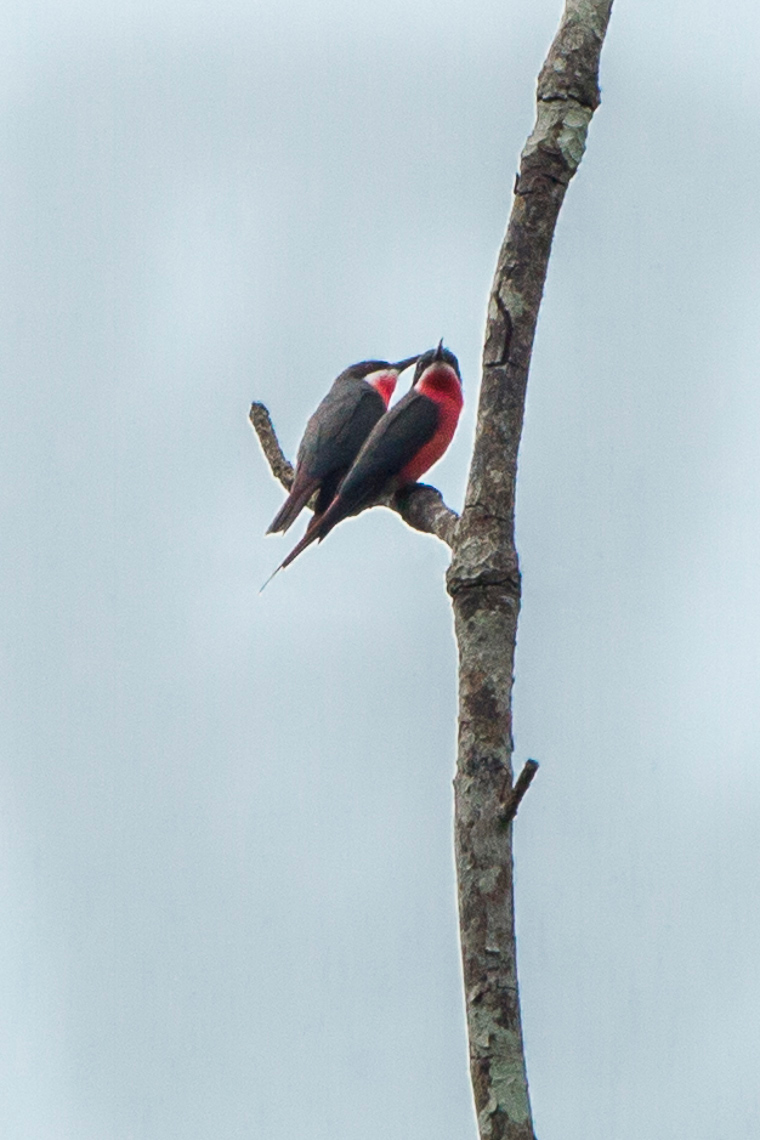
Розовая щурка
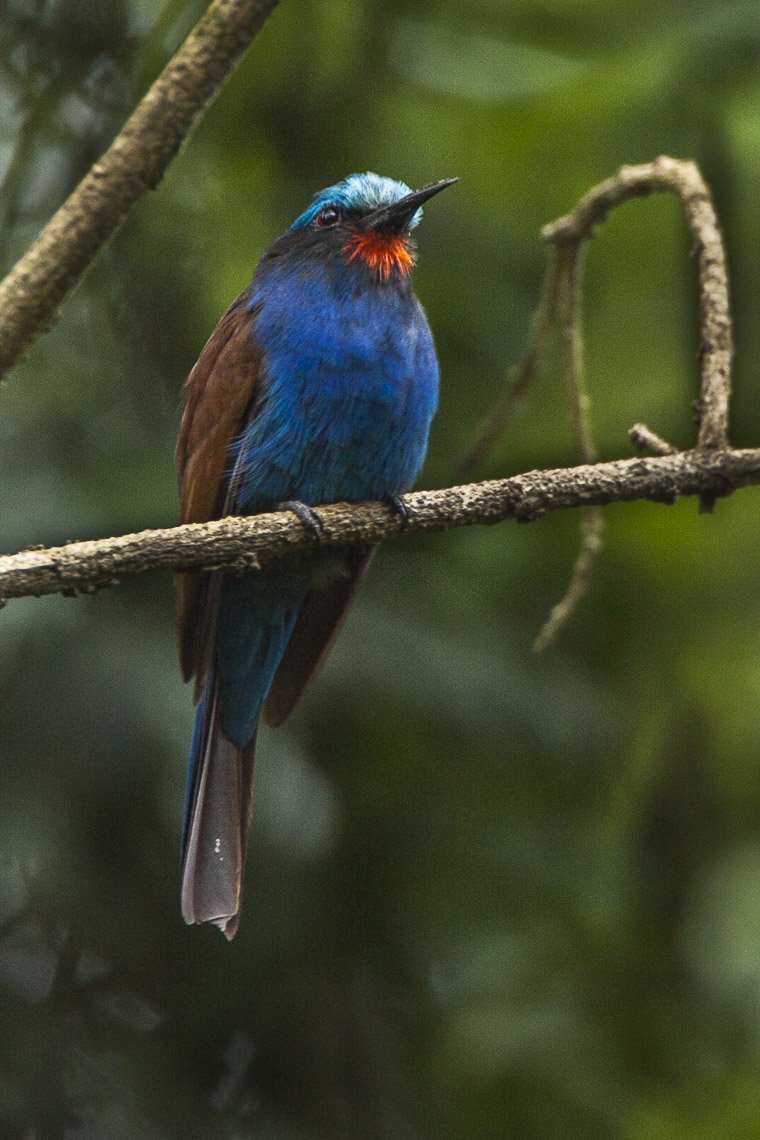
Синеголовая щурка
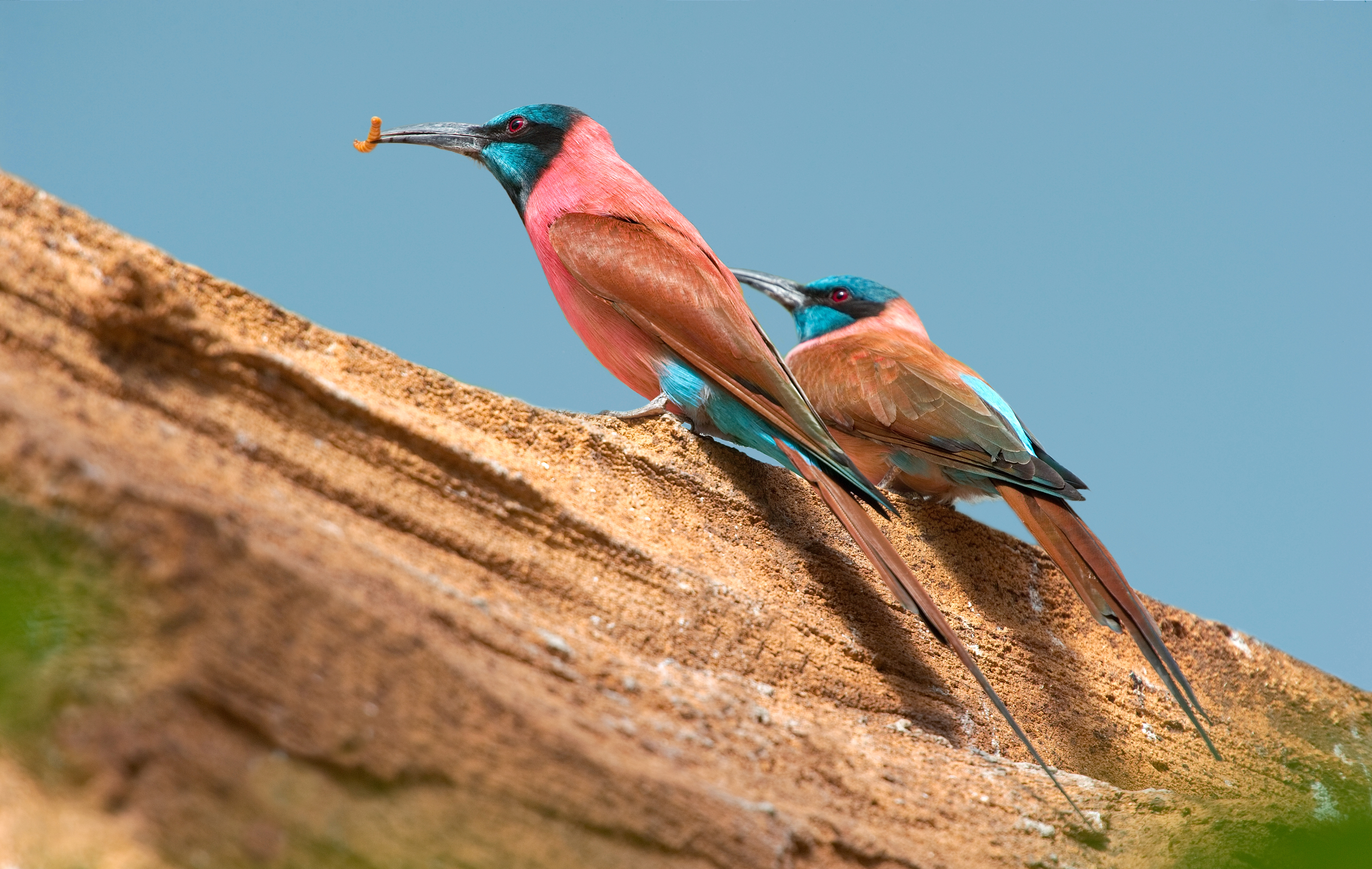
Нубийская щурка
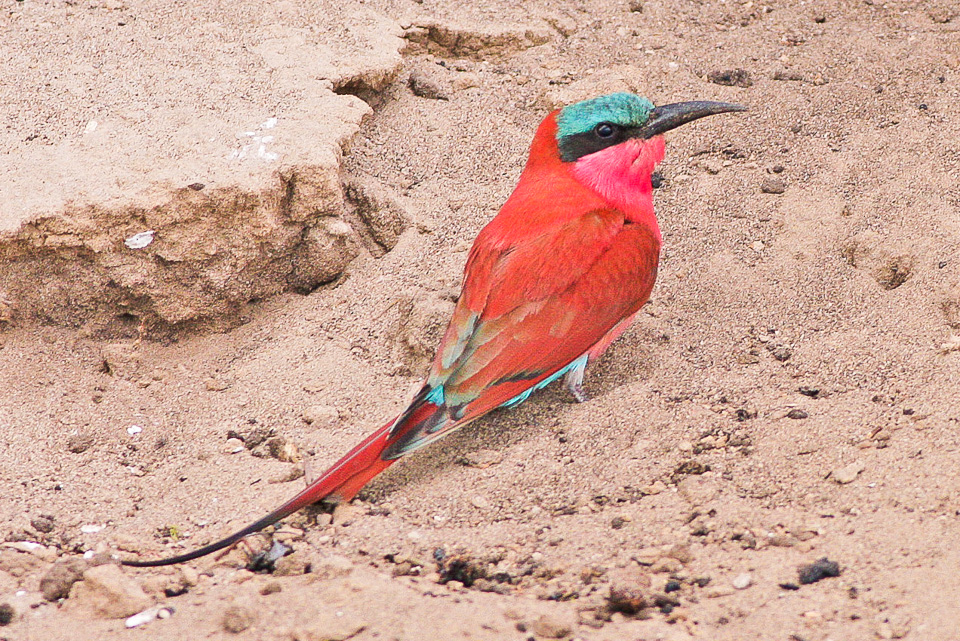
Карминная щурка
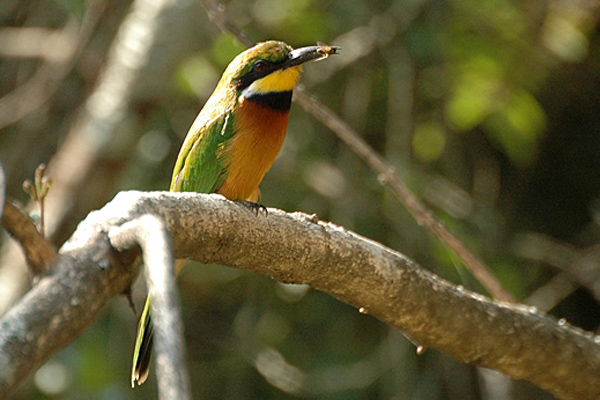
Ошейниковая щурка
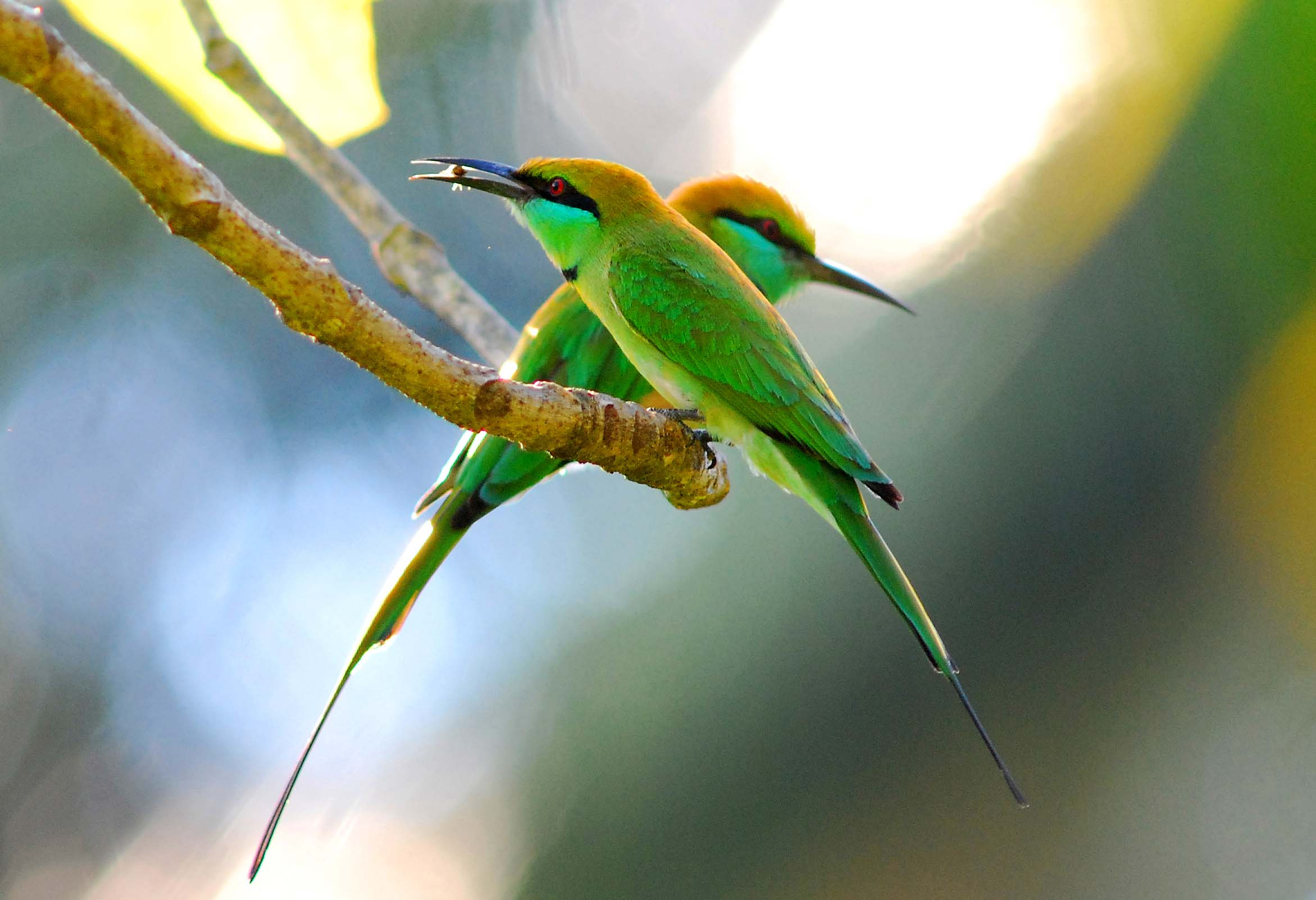
Малая зелёная щурка
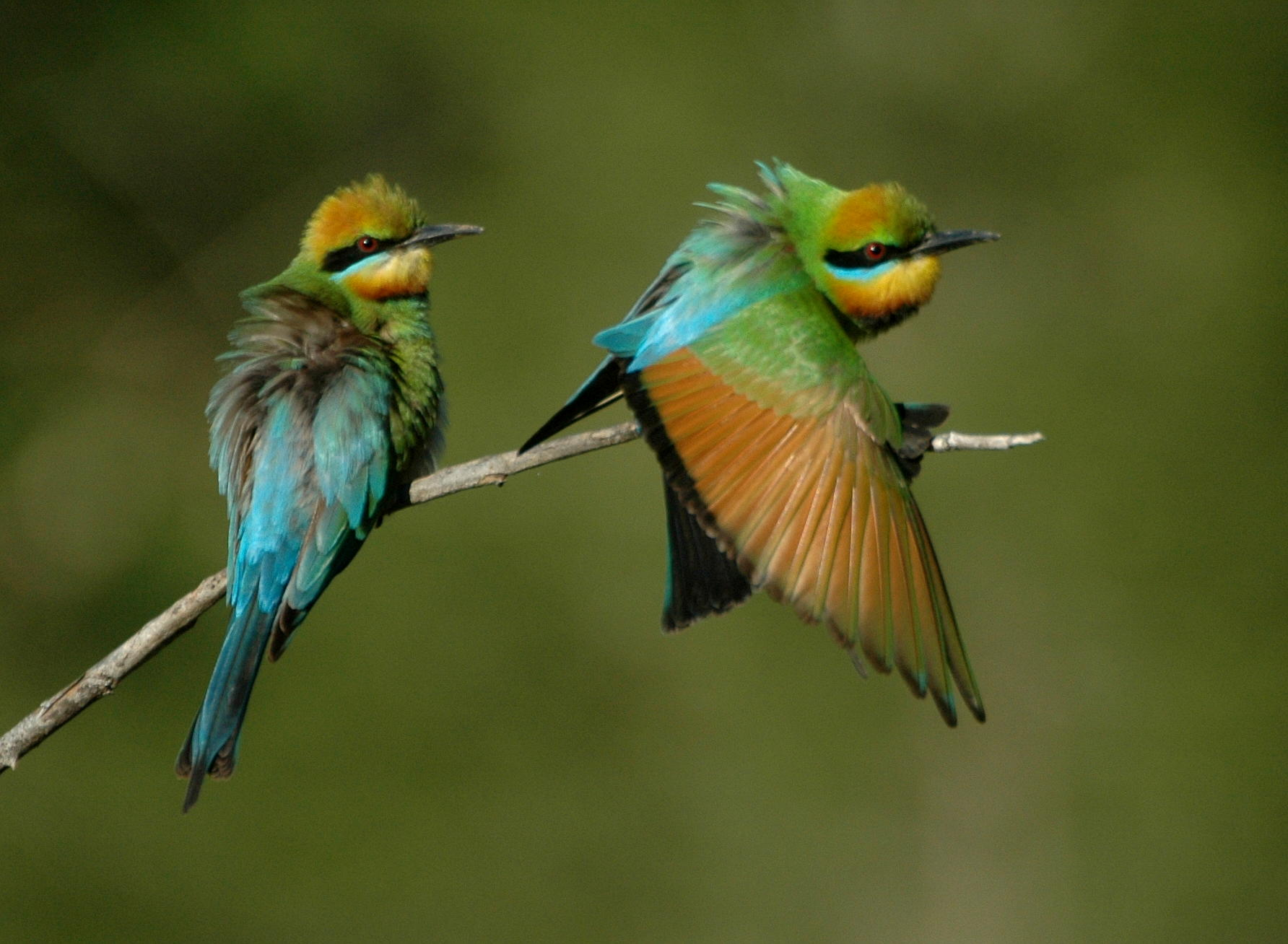
Радужная щурка
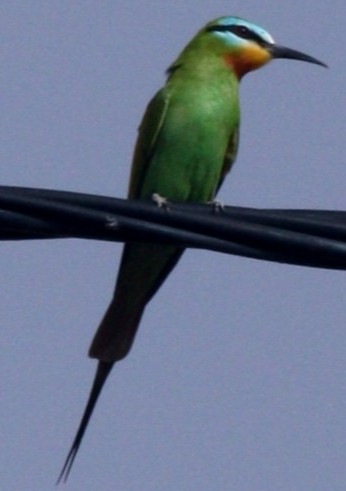
Зелёная щурка
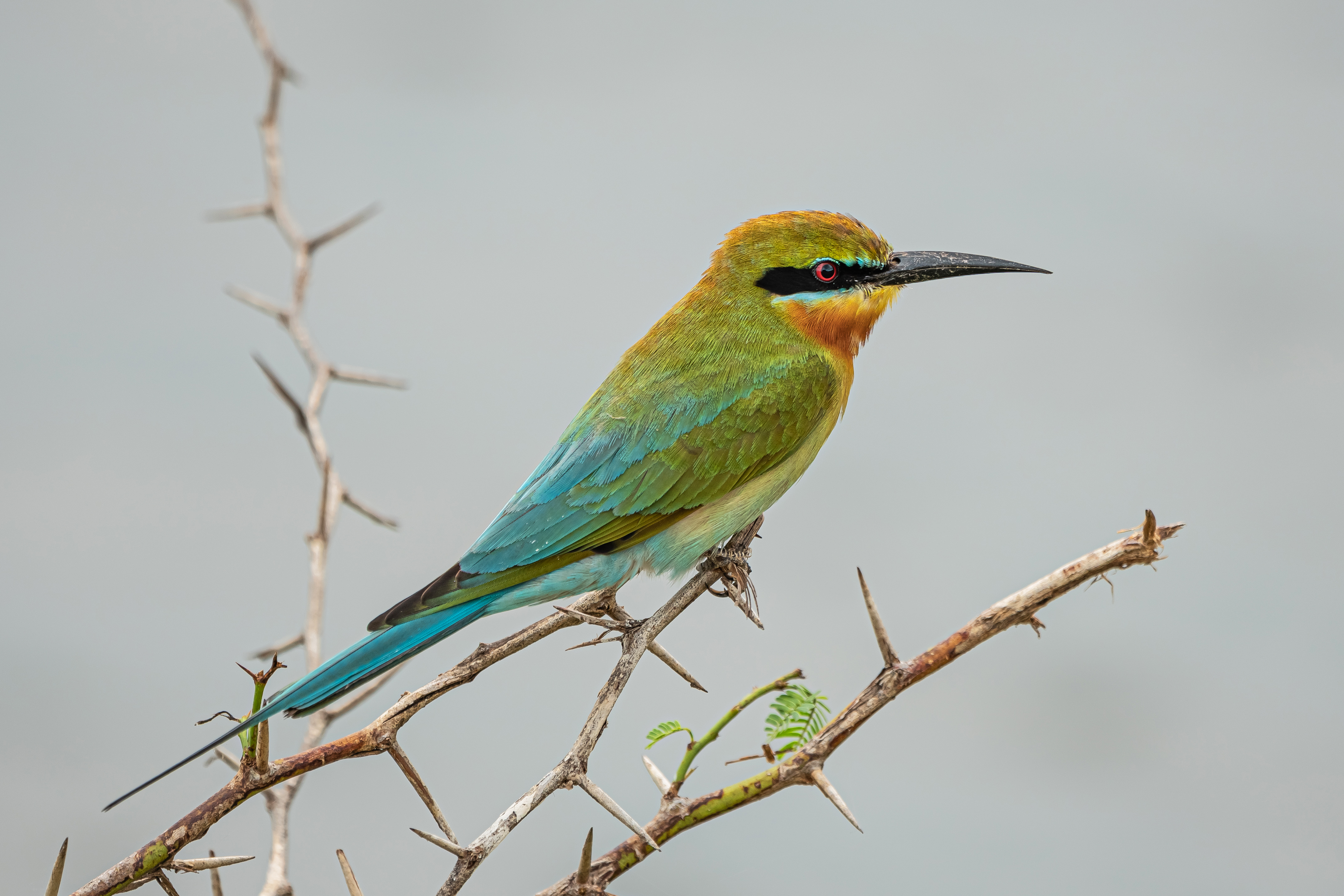
Синехвостая щурка
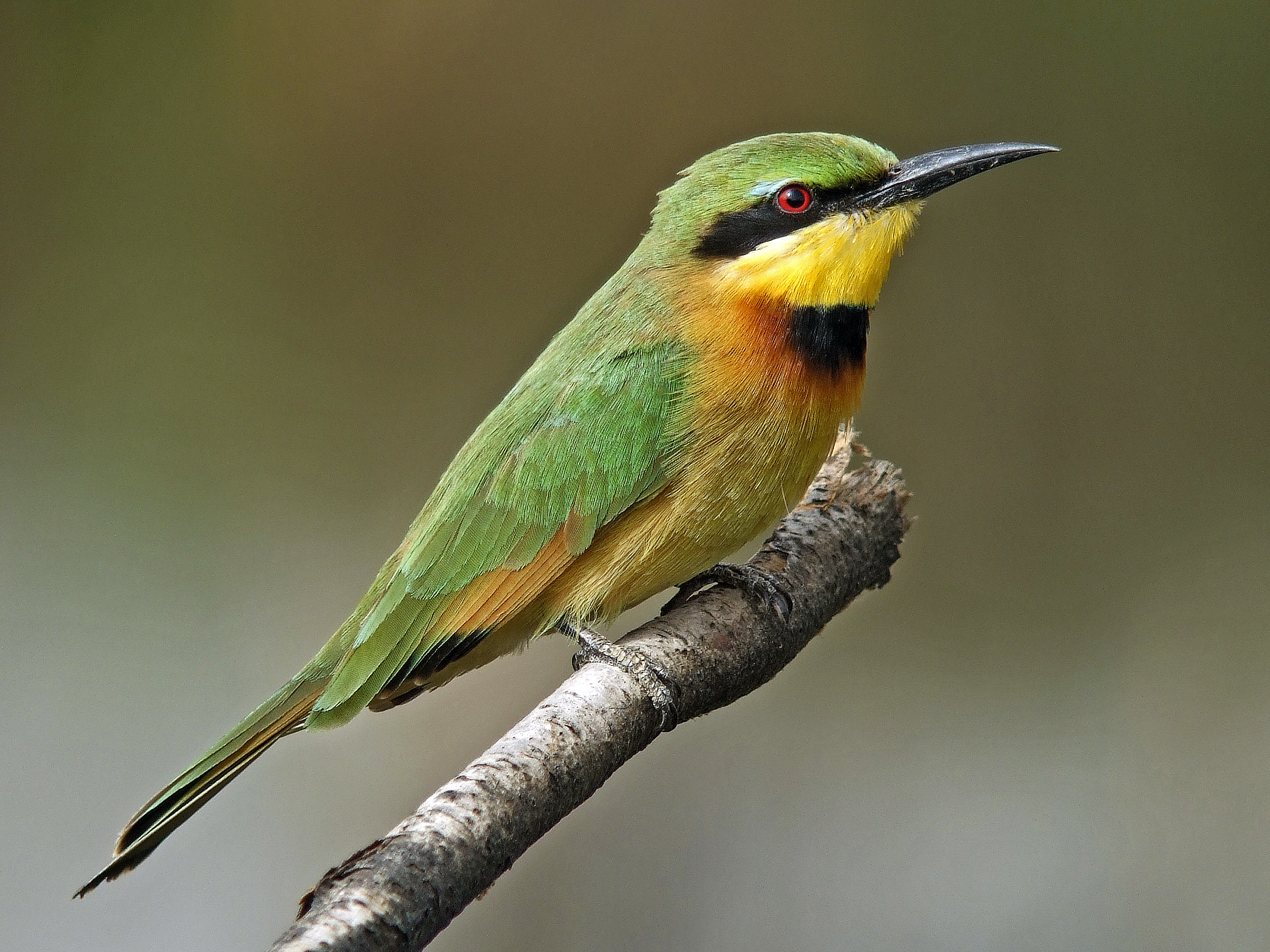
Карликовая щурка
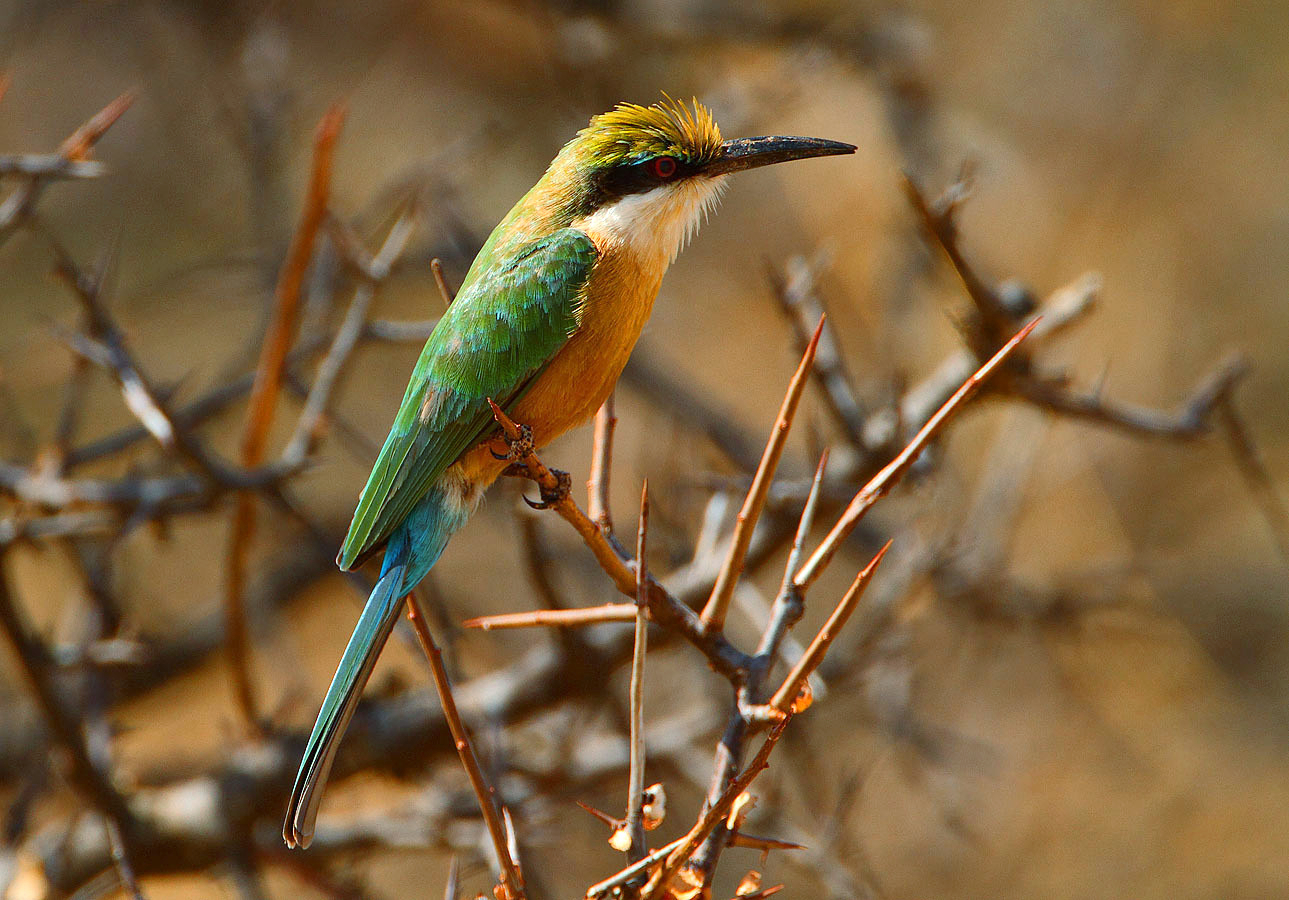
Сомалийская щурка
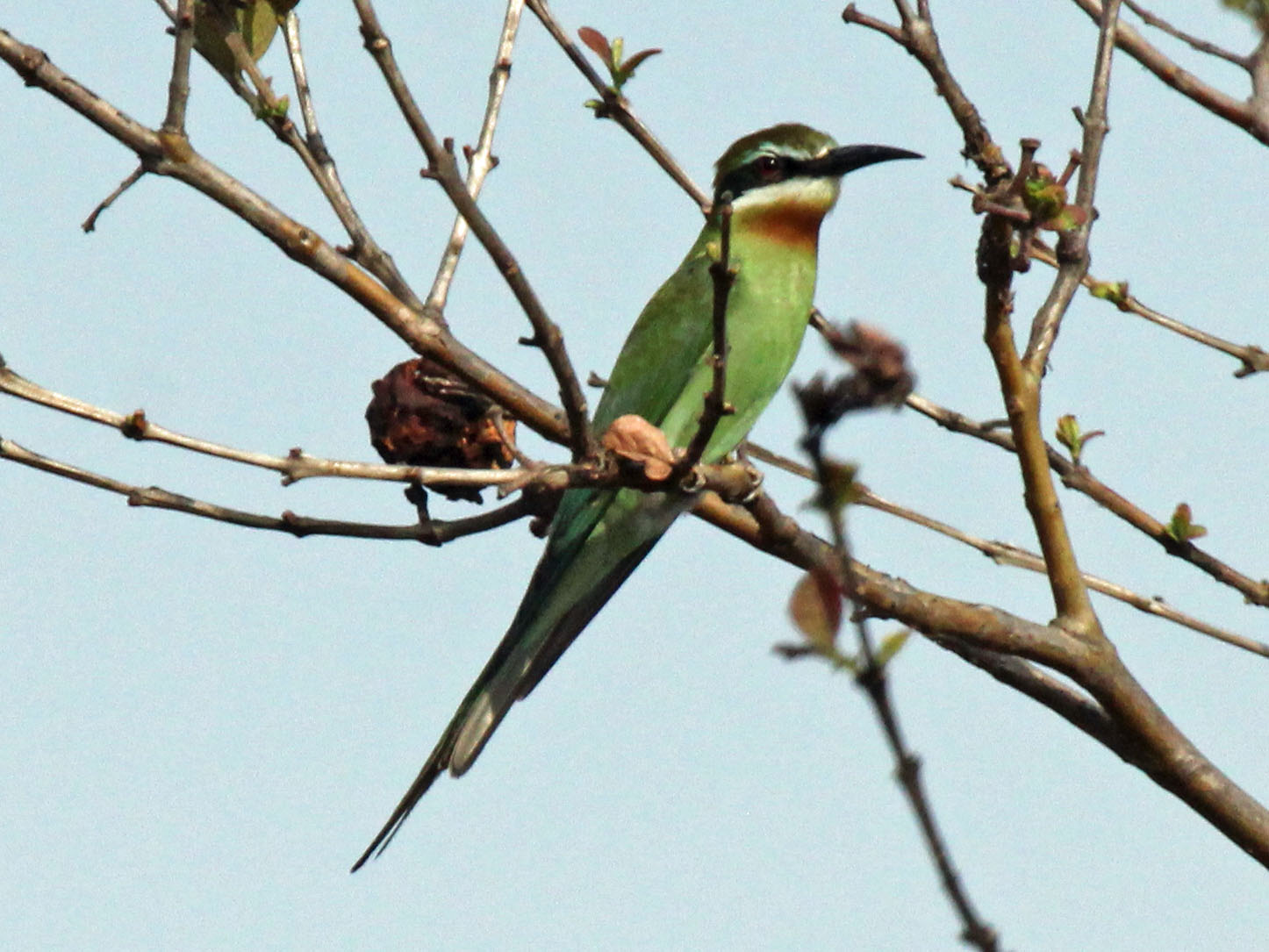
Оливковая щурка
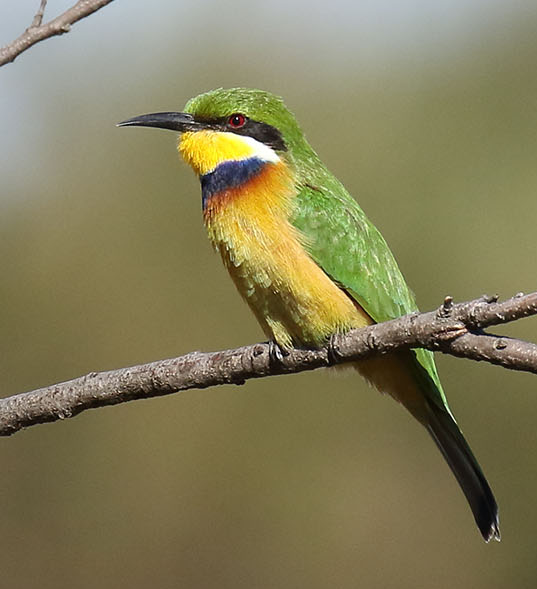
Синегрудая щурка
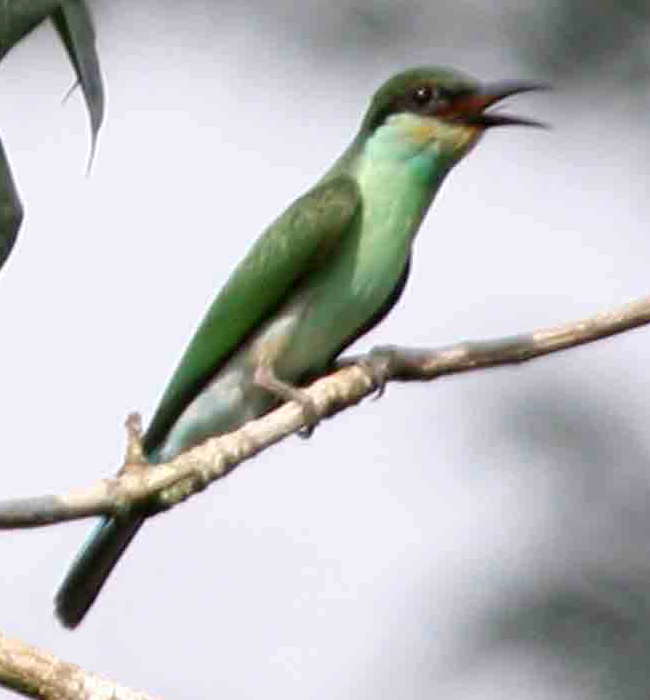
Малайская щурка